# Rumex chrysocarpus
Rumex chrysocarpus là một loài thực vật có hoa trong họ Rau răm. Loài này được Moris miêu tả khoa học đầu tiên năm 1835.